# 사둘라 로즈메토프
사둘라 로즈메토프(러시아어: Садулла Розметов, 투르크멘어: Sadulla Rozmetow; 1921년 11월 15일(히바 한국) — 2011년 1월 20일(투르크메니스탄 다쇼구즈 주))는 유명한 투르크메니스탄의 농부이고 투르크메니스탄 다쇼구즈 주의 S.로즈메토프(С.Розметов)기념농업주식회사의 대표이다. 투르크메니스탄의 영웅이다.

## 전기
1921년 11월 15일에 히바 한국에서 태어났다.
1940년에 투르크메니스탄 교원 대학에서 노동방법을 학습의 완성이후에 시작했다.

## 죽음
사둘라 로즈메토프는 2011년 1월 20일 지속적인 중병이후, 별세했다.

## 참고 문헌
1. ↑  Президент Туркменистана посетил поминки по старейшине Садулле Розметову